# Peltacanthina nervosa
Peltacanthina nervosa är en tvåvingeart som först beskrevs av Becker 1909.  Peltacanthina nervosa ingår i släktet Peltacanthina och familjen bredmunsflugor. Inga underarter finns listade i Catalogue of Life.